# 1798 Watts
Watts (asteróide 1798) é um asteróide da cintura principal, a 1,9290522 UA. Possui uma excentricidade de 0,1227843 e um período orbital de 1 191,08 dias (3,26 anos).
Watts tem uma velocidade orbital média de 20,08509822 km/s e uma inclinação de 6,19813º.
Esse asteróide foi descoberto em 4 de Abril de 1949 por Goethe Link Obs..